# 케이트 스미스

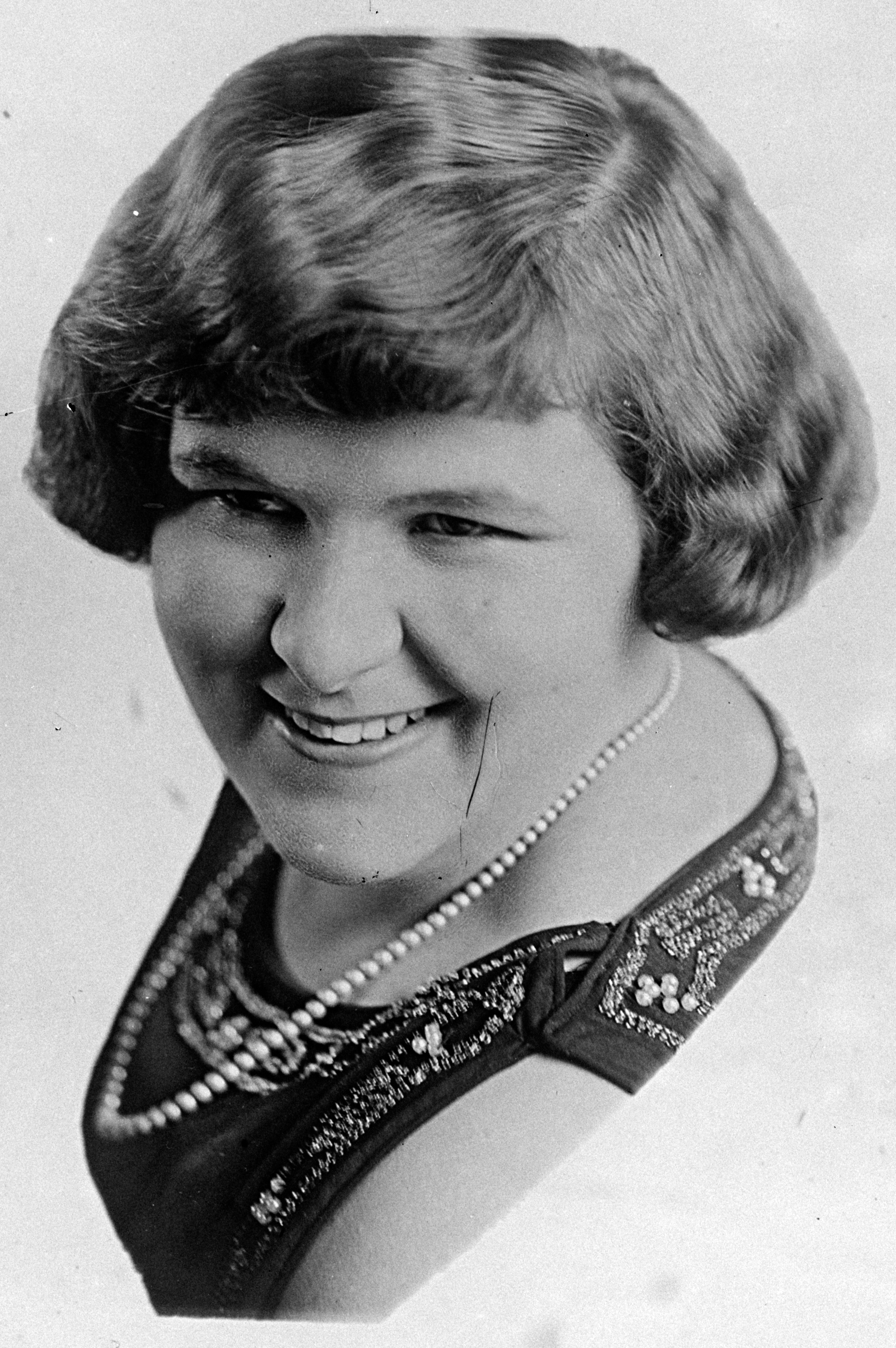

케이트 스미스(Kate Smith, 1907년 5월 1일 ~ 1986년 6월 17일)는 미국의 음악가, 작가, 가수, 자서전 작가, 배우, 라디오 DJ이다.
롤리에서 사망하였다. 사인은 당뇨병이다.

## 영화
- 캡틴 인빈서블의 귀환 (1983, The Return of Captain Invincible) - 본인 (자료화면, 크레디트 미기재)
- 디스 이즈 더 아미 (1943년)
- 그레이트 아메리칸 브로드캐스트 (1941년)
- 빅 브로드캐스트 (1932년)